# سكة ما بين المدن

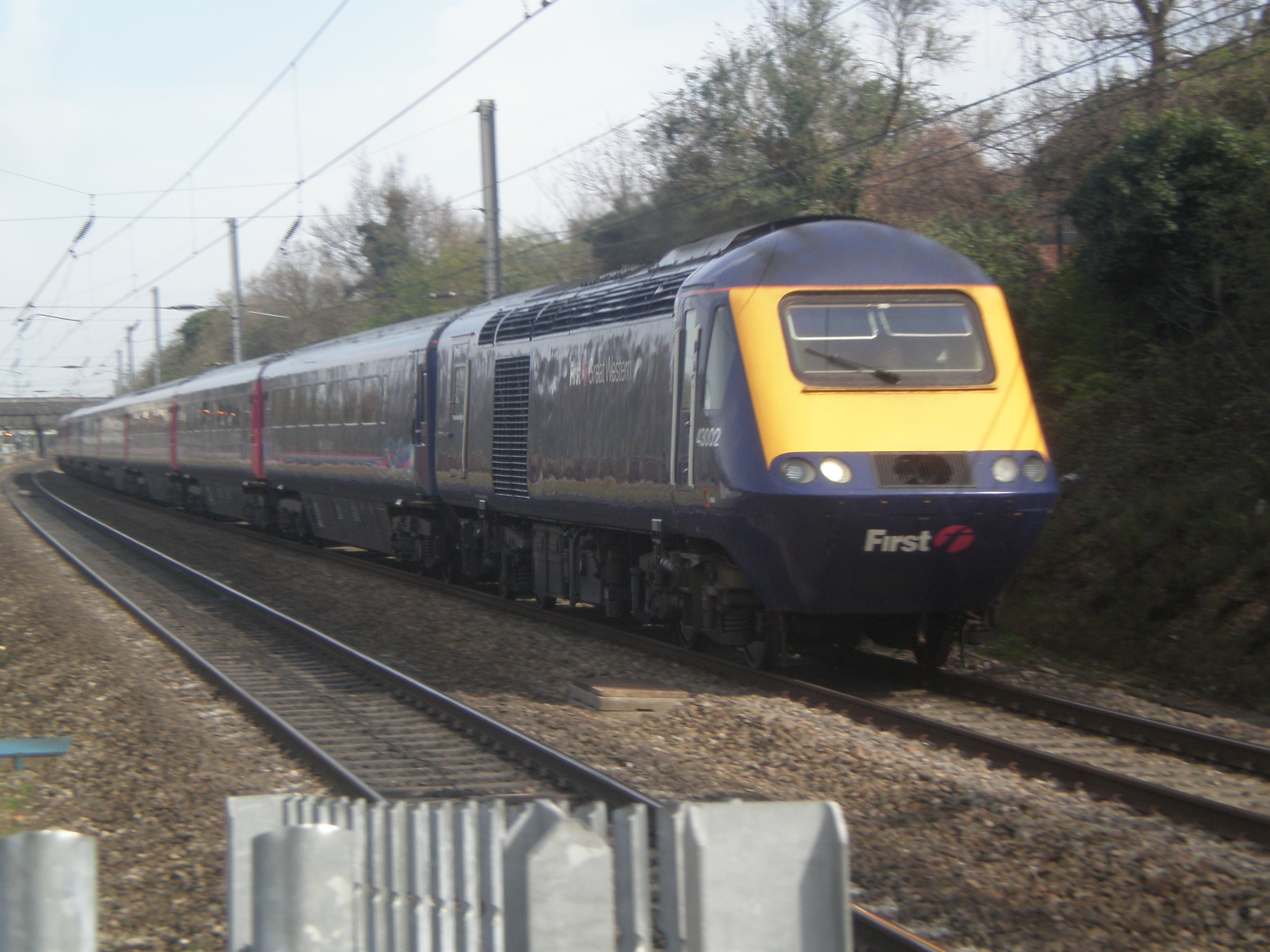
قطار إنترسيتي 125 (بالإنجليزية: InterCity 125) يمر بمدينة أيلنغ برودواي في طريقه إلى سوانزي. هذا أسرع قطار ديزل في العالم ويستخدم في خدمات السكك بين المدن العديدة في بريطانية العظمى

خدمات السكك الحديدية بين المدن  هي خدمات قطار ركاب سريع على مسافات أطول من مسافات تغطيها القطارات المحلية أو الإقليمية.
ما من تعريف محدد للسكك الحديدية بين المدن، إلا أن معناها قد يختلف من بلد إلى بلد آخر. على أوسع النطاق، قد يضم كل خدمة سكة حديدية ليست قطارا محليا للمسافة القصيرة داخل مدينة وحيدة أو منطقة وحيدة ولا قطارا إقليميا بطيئا يتوقف في كل محطة. في أغلب الأحيان، قطار ما بين المدن هو قطار سريع لا يتوقف إلا في محطات قليلة وله عربات مريحة لخدمة مسافة طويلة.

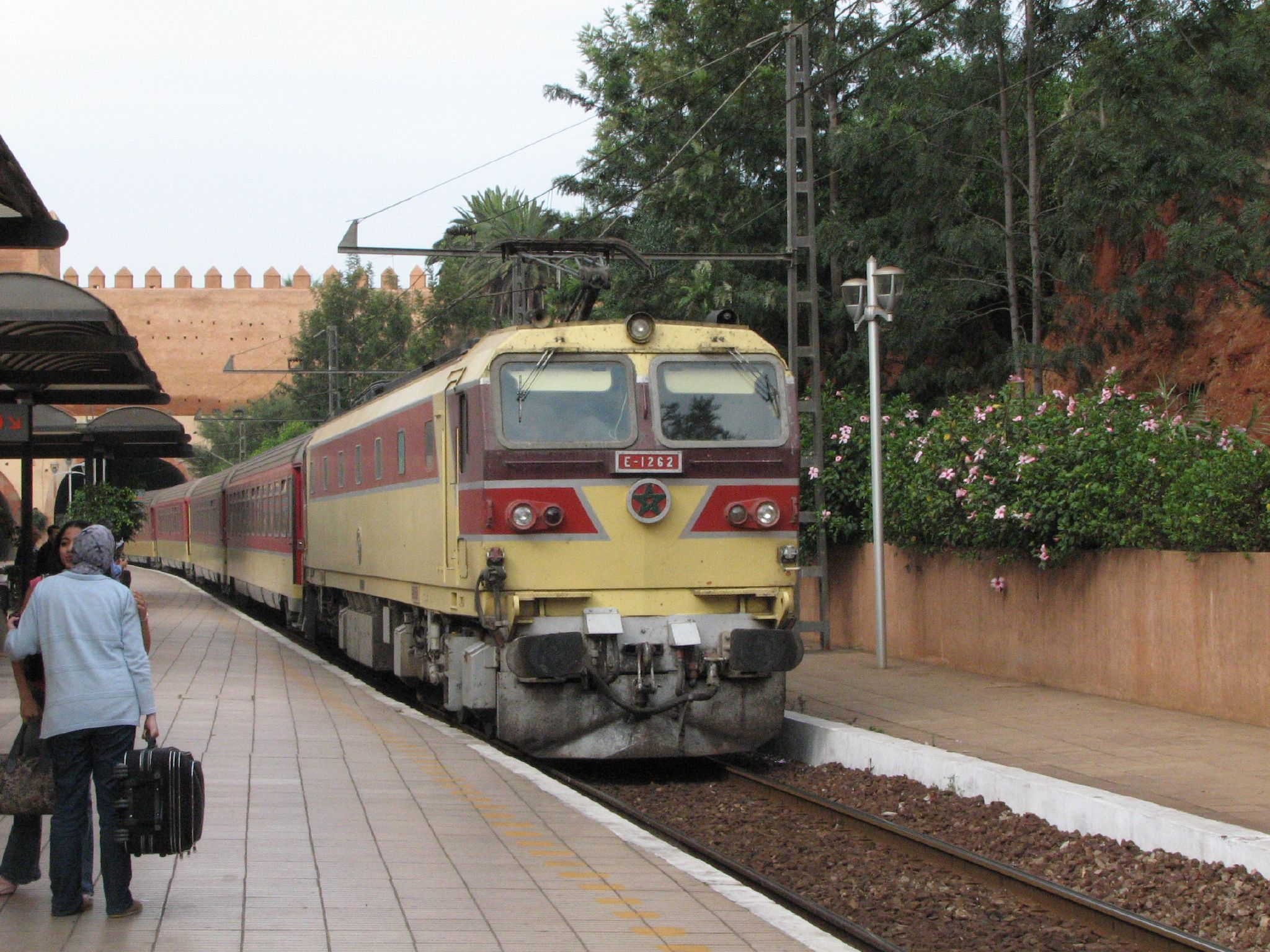
قطار ما بين مدن مغربي في محطة الرباط المدينة